# 巴映画劇場
巴映画劇場（ともええいがげきじょう）は、かつて存在した日本の映画館である。成立年代は不明であるが三重県飯南郡松阪町日野町（現在の同県松阪市京町）に存在した芝居小屋巴座（ともえざ）が、1940年（昭和15年）前後に映画館に業態変更したものである。略称は巴映画（ともええいが）、巴映劇（ともええいげき）、あるいは松阪巴映劇（まつさかともええいげき）とも呼ばれた。
本項では、同館を経営する巴映画株式会社についても扱う。

## 沿革
- 明治時代 - 三重県飯南郡松阪町日野町に芝居小屋巴座として開業[8][9]
- 1940年前後 - 映画館に業態変更[1]
- 1950年前後 - 巴映画劇場と改称
- 1992年 - 閉館[7][12][13]

## データ
- 所在地 : 三重県松阪市日野町1丁目[1]
  - 現在の同県同市京町10番地[6]

北緯34度34分21.81秒 東経136度32分8.12秒 / 北緯34.5727250度 東経136.5355889度
- 支配人 : 堀智朗（1992年[7]）
- 経営 : 巴映画株式会社[6]
- 構造 : 木造二階建（1942年[1]） ⇒ 鉄骨2階建（1992年[7]）
- 観客定員数 : 990名（1942年[1]） ⇒

## 概要
成立年代は不明であるが、巴座は、明治時代には三重県飯南郡松阪町日野町に存在した。神楽座（愛宕町69番地）、相生座（のちの松阪劇場）ほどに著名な芝居小屋ではなかったとされる。1921年（大正10年）に神楽座が映画館に転換し、松阪町内で初めての映画館となってからも、早くとも1932年（昭和7年）ころまでは芝居小屋として巴座は営業を続け、1940年（昭和15年）前後までの時期に、映画館に業態を変更した。ほぼ同時期にアサヒ館（のちの松阪大映劇場、湊町153番地）が開業、1942年（昭和17年）には、東宝映画（東宝の前身）直営の松阪東宝映画劇場（平生町2丁目）が開業している。同年、第二次世界大戦による戦時統制が敷かれ、日本におけるすべての映画が同年2月1日に設立された社団法人映画配給社の配給になり、すべての映画館が紅系・白系の2系統に組み入れられるが、『映画年鑑 昭和十七年版』によれば、同年当時の巴座は、山口文之助の個人経営であり、支配人は吉野松蔵、配給系統は白系であった。
戦後の同市内には、同館のほか戦前からのアサヒ館、松阪東宝劇場（かつての松阪東宝映画劇場）があり、神楽座も残っていたが、1951年（昭和25年）12月16日に起きた「昭和の松阪大火」により全焼し、神楽座は火災後の復興はなされなかった。1955年（昭和30年）5月、東宝の興行会社である中部興行と契約し、一宮東宝劇場（一宮市）、四日市東宝劇場（四日市市）、東宝京映劇場（名古屋市）とともに東宝の系列館になった。松阪東宝劇場が、前年8月21日に中部興行を解約して空いた穴を埋めた形であった。1957年（昭和32年）までに国際劇場、松阪日活劇場（中町）、近代劇場（松阪近代劇場、日野町14番地）および近代コニー（日野町14番地）、いすず会館南劇・東劇（五十鈴町）、スバル座（松阪スバル座、新町）、松阪映画、紅葉座と多くの映画館が開館している。
1988年（昭和63年）前後の同館は、東映洋画系作品を上映していた。
1992年（平成4年）、閉館した。『映画年鑑 1993』ならびに『映画年鑑 1994』の別冊映画館名簿には、いずれも同館についての記述が消えている。閉館時の同館の経営は巴映画株式会社、同社代表は堀盛達、同館支配人は堀智朗であった。
同館閉館後の同市内の映画館は、松阪大映劇場、松阪近代劇場、松阪パールシネマ1・2（塚本町荒木81番地5号）の4館が残り、さらに2001年までに松阪近代劇場、2013年（平成25年）までに松阪パールシネマ1・2が閉館し、2019年現在では、松阪大映劇場が同市内に残る最後の映画館になった。なお、2001年8月には、隣接する明和町のイオンモール明和内にシネマコンプレックスの109シネマズ明和が開業している。

## 巴映画
巴映画株式会社（ともええいが）は、かつて存在した日本の映画興行会社である。「巴映画劇場」を経営した。1992年（平成4年）の閉館以降についての同社の消息は不明である。
- 所在地 : 三重県松阪市京町10番地[6]
- 代表 : 堀盛達（1992年[7]）
- 支配人 : 堀智朗（1992年[7]）